# Sphingonotus ningsianus
Sphingonotus ningsianus är en insektsart som beskrevs av Zheng, Z. och Gow 1981. Sphingonotus ningsianus ingår i släktet Sphingonotus och familjen gräshoppor. Inga underarter finns listade i Catalogue of Life.